# Monstera donosoensis
Monstera donosoensis — вид квіткових рослин з родини кліщинцевих (Araceae).

## Розповсюдження
Місцем проживання цього виду є Панама. Ця витка рослина росте переважно у вологому тропічному біомі.